# Deák téri evangélikus templom (Mohács)
A Deák téri evangélikus templom Mohács 1940-es években épült temploma.

## Története
Mohácson 1937-ben alakult meg az evangélikus gyülekezet, és templom építését határozták el. A várostól kaptak földet, Ihrig Dénes mérnök Dékány Vilmossal elkészítette a templom tervét.
1942-ben megkezdődött az építkezés, 1944 őszére pedig avatásra készen állt a templom. A második világháborús bombázások folytán megrongálódott az épület szentélyfala, betörtek ablakai. A károk helyreállítása után, a templom fölszentelése 1946. szeptember 15-én történt meg.